# Ножка, Степан Захарович
Степан Захарович Ножка (4 (17) мая 1915 — 24 августа 1984) — советский военнослужащий, участник Великой Отечественной войны, Герой Советского Союза, сапёр 69-го отдельного инженерного батальона (37-я армия, Степной фронт), красноармеец.

## Биография
Родился 4 (17) мая 1915 года в селе Кручик Богодуховского района Харьковской области. Окончил начальную школу. Работал в колхозе.
В 1943 году призван в Красную Армию. С марта 1943 года воевал на Степном фронте. Особо отличился при форсировании Днепра. В течение 35 часов под непрерывным артиллерийским и миномётным огнём он вместе с расчётом на пароме переправил на правый берег реки 808 человек и 419 ящиков с боеприпасами. 20 декабря 1943 года за образцовое выполнение боевых заданий присвоено звание Героя Советского Союза с вручением ордена Ленина и медали «Золотая Звезда».
В дальнейшем воевал на 2-м Украинском фронте. Участвовал в Кировоградской, Корсунь-Шевченковской, Уманско-Ботошанской и Ясско-Кишинёвской операциях. Принимал участие в освобождении Венгрии и Австрии.
В 1945 году был демобилизован. Вернулся на родину. Умер 24 августа 1984 года.